# Красное (Путивльский район)
Красное (укр. Красне) — село,
Сафоновский сельский совет,
Путивльский район,
Сумская область,
Украина.
Код КОАТУУ — 5923883811. Население по переписи 2001 года составляло 61 человек .

## Географическое положение
Село Красное находится на правом берегу реки Сейм,
выше по течению на расстоянии в 1,5 км расположено село Сафоновка.
На расстоянии в 2 км расположено село Спадщина.
Река в этом месте извилистая, образует лиманы, старицы и заболоченные озёра.